# Cunac
Cunac (en francès Cunac) és un municipi francès situat al departament del Tarn i a la regió d'Occitània.

## Demografia
| 1962                                       | 1968 | 1975 | 1982 | 1990 | 1999  | 2006  |
| ------------------------------------------ | ---- | ---- | ---- | ---- | ----- | ----- |
| 489                                        | 586  | 695  | 895  | 994  | 1.146 | 1.302 |
| Des de 1962: població sense dobles comptes |      |      |      |      |       |       |

## Administració
| Període | Identitat                | Partit |
| ------- | ------------------------ | ------ |
| 2001-   | Jean-Claude De Lapanouse | PS     |